# Луцька
Луцька (пол. Łucka) — село в Польщі, у гміні Любартів Любартівського повіту Люблінського воєводства.
Населення — 920 осіб (2011).

## Демографія
Демографічна структура станом на 31 березня 2011 року:
|          | Загалом | Допрацездатний вік | Працездатний вік | Постпрацездатний вік |
| -------- | ------- | ------------------ | ---------------- | -------------------- |
| Чоловіки | 396     | 95                 | 265              | 36                   |
| Жінки    | 524     | 80                 | 282              | 162                  |
| Разом    | 920     | 175                | 547              | 198                  |